# Low Level Owl Vol.2
Low Level Owl Vol.2 è il quarto album di inediti del gruppo musicale The Appleseed Cast, pubblicato nel 2001.

## Copertina
Come per il design del primo volume, anche in questo secondo si può notare un riferimento con la successione dei dischi. Infatti in copertina e sul disco vi sono due piume d'uccello.

## Tracce
1. View of a Burning City Reprise (versione strumentale)
2. Strings
3. A Place in Line
4. Shaking Hands
5. Rooms and Gardens
6. Ring Out the Warning Bell (versione strumentale)
7. Sunset Drama King (versione strumentale)
8. The Last in a Line (versione strumentale)
9. Decline
10. The Argument (versione strumentale)
11. Reaction
12. Confession (versione strumentale)